# Вила-Бела-да-Сантисима-Триндади
Вила-Бела-да-Сантисима-Триндади (порт. Vila Bela da Santíssima Trindade) — населённый пункт и муниципалитет в Бразилии, входит в штат Мату-Гросу. Составная часть мезорегиона Юго-запад штата Мату-Гроссу. Входит в экономико-статистический микрорегион Алту-Гуапоре. Население составляет 14 862 человека на 2006 год. Занимает площадь 13 630,948 км². Плотность населения — 1,1 чел./км².

## Статистика
- Валовой внутренний продукт на 2003 год составляет 109 567 330,00 реалов (данные: Бразильский институт географии и статистики).
- Валовой внутренний продукт на душу населения на 2003 год составляет 7908,14 реалов (данные: Бразильский институт географии и статистики).
- Индекс развития человеческого потенциала на 2000 год составляет 0,715 (данные: Программа развития ООН).